# Эджэн-Хоро-Ци
Эджэн-Хоро-Ци (кит. трад. 伊金霍洛旗, пиньинь Yījīn Huòluò qí) — хошун во Внутренней Монголии, находящийся под управлением городского округа Ордос Китайской Народной Республики. Название хошуна в переводе с монгольского означает «Священная гробница», и связано с находящимся здесь Мавзолеем Чингисхана.

## География
Эджэн-Хоро находится в южной части плато Ордос. Здесь в основном распространены засушливые степи, песчаные дюны. Протекает река Хуанхэ.

### Экологические вопросы
Уменьшение площадей пастбищ, эрозии почвы, и опустынивание — это основные проблемы, вставшие ещё в конце XX-го века. В течение 1950—1970 годов, использование древесного топлива и чрезмерный выпас овец и коз вызвали, по некоторым оценкам, ежегодные потери до 1 000 км2 пахотных земель. В 1980-х годах, существенно снизилось из-за правительственных программ и наличие угля в качестве бытового топлива.

## История
При империи Цин, когда в результате маньчжурского завоевания Китая Ордос был в 1649 году разделён на хошуны, здесь был образован хошун Ордос-Цзоичжунци (鄂尔多斯左翼中旗, «среднее знамя Ордосского левого крыла»). В 1736 году цинский Гао-цзун выделил из хошуна Ушэн 13 сомонов, и объединил их в хошун Ордос-Юицяньвэйци (鄂尔多斯右翼前末旗, «переднее предзнамя Ордосского правого крыла»).
После образования КНР в 1950 году на территории Ордоса был создан аймак Их-Джу, в состав которого вошли оба этих хошуна. 15 января 1959 года два хошуна были объединены в хошун Эджэн-Хоро в его составе.
30 апреля 2001 года аймак Их-Джу был преобразован в городской округ Ордос.

## Административное деление
Хошун Эджэн-Хоро делится на 7 посёлков:
- 阿勒腾席热镇
- 乌兰木伦镇
- Эджэн-Хоро (伊金霍洛镇)
- 札萨克镇
- 纳林陶亥镇
- 红庆河镇
- 苏布尔嘎镇

## Экономика
Основу экономики региона составляют добыча угля и полезных ископаемых, химическое машиностроение, выпас овец и коз, а также производство кашемира. По оценкам, всего запасов ископаемого топлива около 27 800 миллионов тонн (эта цифра включает уголь и природный газ). Из-за неустанной добычи угля части одной из деревень начали проваливаться, а жителей переселяли в новую деревню. Из-за нестабильности земли угольные шахты, производившие менее чем 300 000 тонн, были закрыты в 2000 году, а те, что производили менее 600 000 тонн в год, были закрыты к 2007 году.
Промышленный парк, который сосредоточится на производстве оборудования для добычи угля и добычи ископаемого топлива, находится в стадии разработки. Его общая стоимость, как ожидается, составит около 10 млрд. юаней. Но зато, как ожидается, будет установлено 8 000 новых рабочих мест, и даже потенциальные 40 000 вторичных рабочих мест.

## Мавзолей Чингисхана

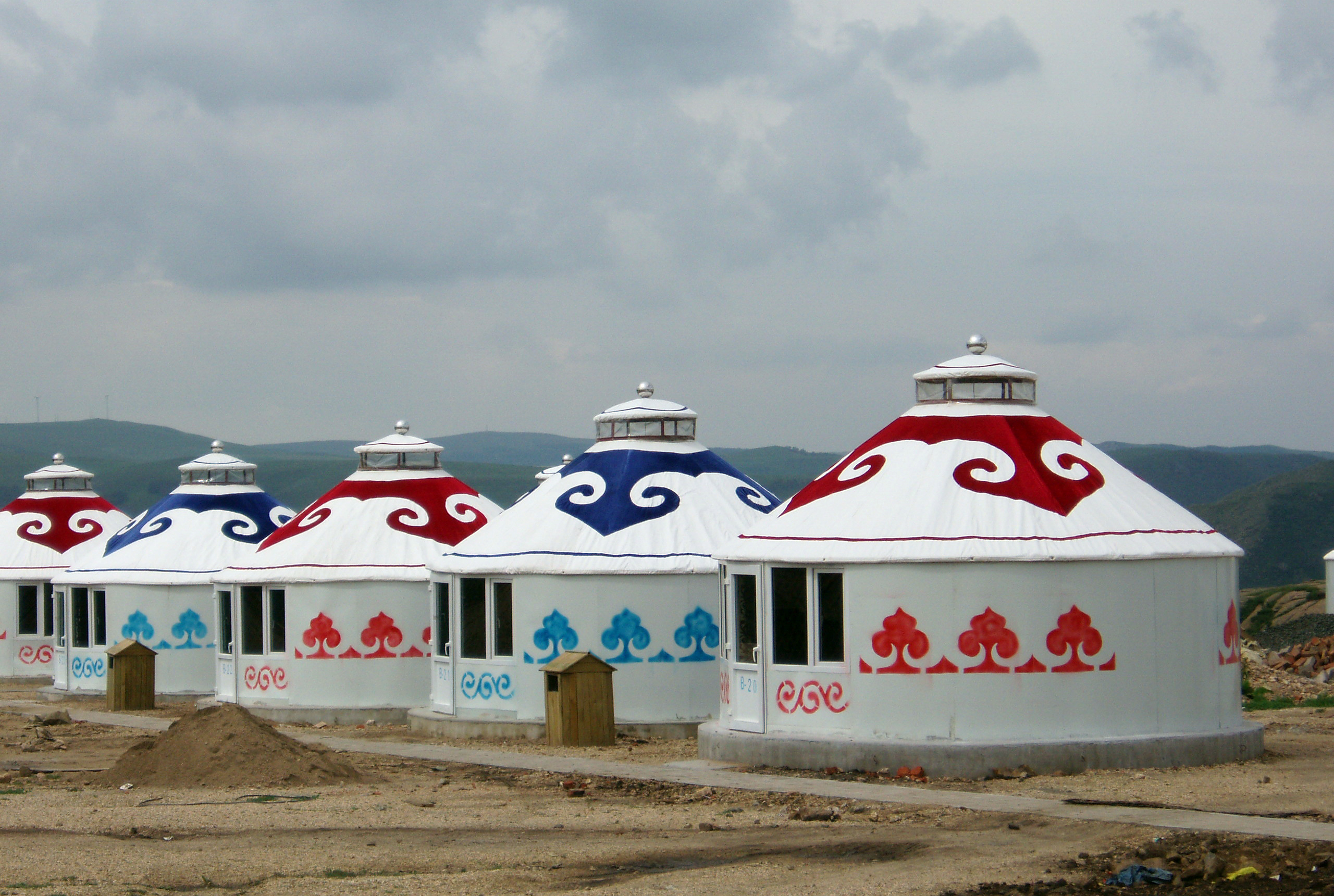
Туристические гэры, лагерь во Внутренней Монголии, Китай

Эджэн-Хоро также известен мавзолеем Чингисхана. Этот культ здесь был установлен при хане Угэдее (1186—1241). В особых юртах-«дворцах», где находились оружие, знамёна, одежда и другие вещи Чингисхана и его близких, несколько раз в год проводились специальные церемонии. В 1939 г. ящик с реликвиями был изъят солдатами и чиновниками Гоминьдана. В 1954 г., в результате непрекращавшихся требований монголов, правительство КНР его вернуло и объявило о строительстве мавзолея. Он был построен в 1956 г. в китайском имперском стиле, без консультаций с монголами. В тот же год в него были перенесены восемь «дворцов» и другие реликвии. В период Культурной революции, развязанной маоистами под руководством Мао Цзэдуна в 1966—1976 годах, банды китайских хунвэйбинов уничтожили все реликвии (уцелели лишь три седла, которые спрятал монгольский пастух), в мавзолее сделали соляной склад. Мавзолей отремонтирован и вновь открыт в 1979 г. Уничтоженные реликвии были восстановлены по памяти дархатов (хранителей реликвий) и фотографиям.
Монголы в Китае совершают паломничество к мавзолею, особенно во время ежегодного праздника Надома, проходящего каждое лето. В последние годы наблюдается увеличение числа туристов, посещающих эти места, часто богатых китайских горожан, приезжающих на экскурсии. Местные предприниматели пытаются разместить этих посетителей. Государственные субсидии делают попытку стимулировать улучшение туристических объектов. Мавзолей содержит сомнительные фактические остатки Чингисхана, как утверждает один источник XVII века, только рубашка, обувь, и шатер великого хана были захоронены в этих местах. Есть и другие места в Монголии, претендующие на звание места последнего упокоения Чингис-хана.
Рядом с официальным мавзолеем, есть большой частный музей и парк, посвященный Чингисхану. Существует также отель и множество туристических гэров и лагерей, некоторые из которых имеют лошадей и предлагают краткие поездки.

## Транспорт
Автобусы регулярно останавливается в Эджэн-Хоро во время хода вдоль китайского национального шоссе 210 (210国道).
Ближайшая железнодорожная станция расположена в около 33 км.